# ADAMTSL5
ADAMTSL5 (англ. ADAMTS like 5) – білок, який кодується однойменним геном, розташованим у людей на короткому плечі 19-ї хромосоми. Довжина поліпептидного ланцюга білка становить 481 амінокислот, а молекулярна маса — 53 193.
| 10         |  | 20         |  | 30         |  | 40         |  | 50         |
| ---------- |  | ---------- |  | ---------- |  | ---------- |  | ---------- |
| MGKLRPGRVE |  | WLASGHTERP |  | HLFQNLLLFL |  | WALLNCGLGV |  | SAQGPGEWTP |
| WVSWTRCSSS |  | CGRGVSVRSR |  | RCLRLPGEEP |  | CWGDSHEYRL |  | CQLPDCPPGA |
| VPFRDLQCAL |  | YNGRPVLGTQ |  | KTYQWVPFHG |  | APNQCDLNCL |  | AEGHAFYHSF |
| GRVLDGTACS |  | PGAQGVCVAG |  | RCLSAGCDGL |  | LGSGALEDRC |  | GRCGGANDSC |
| LFVQRVFRDA |  | GAFAGYWNVT |  | LIPEGARHIR |  | VEHRSRNHLA |  | LMGGDGRYVL |
| NGHWVVSPPG |  | TYEAAGTHVV |  | YTRDTGPQET |  | LQAAGPTSHD |  | LLLQVLLQEP |
| NPGIEFEFWL |  | PRERYSPFQA |  | RVQALGWPLR |  | QPQPRGVEPQ |  | PPAAPAVTPA |
| QTPTLAPDPC |  | PPCPDTRGRA |  | HRLLHYCGSD |  | FVFQARVLGH |  | HHQAQETRYE |
| VRIQLVYKNR |  | SPLRAREYVW |  | APGHCPCPML |  | APHRDYLMAV |  | QRLVSPDGTQ |
| DQLLLPHAGY |  | ARPWSPAEDS |  | RIRLTARRCP |  | G          |  |            |

A: Аланін

C: Цистеїн

D: Аспарагінова кислота

E: Глутамінова кислота

F: Фенілаланін

G: Гліцин

H: Гістидин

I: Ізолейцин

K: Лізин

L: Лейцин

M: Метіонін

N: Аспарагін

P: Пролін

Q: Глутамін

R: Аргінін

S: Серин

T: Треонін

V: Валін

W: Триптофан

Задіяний у такому біологічному процесі, як альтернативний сплайсинг. 
Білок має сайт для зв'язування з молекулою гепарину. 
Локалізований у позаклітинному матриксі.
Також секретований назовні.